# Enizemum scutellare
Enizemum scutellare là một loài tò vò trong họ Ichneumonidae.